# Rivetina byblica
Rivetina byblica es una especie de mantis de la familia Mantidae.

## Distribución geográfica
Se encuentra en Jordania, Israel, Siria y Turquía.